# Ослинник Глазиу
Осли́нник Глазиу́, или ослинник кра́сноча́шечный, (лат. Oenothéra glazioviána, также Oenothera erythrosépala) — двулетнее травянистое растение, вид рода Ослинник (Oenothera) семейства Кипрейные (Onagraceae).
Предположительно, вид возник в Европе вследствие некоторой мутации или гибридизации. В настоящее время ареал вида стремительно расширяется.

## Описание
Двулетнее травянистое растение простым или разветвлённым прямостоячим стеблем до 2 м высотой, красный или с красными пятнами, с короткими оттопыренными волосками, а также с более длинными жёсткими волосками с красным бульбовидным основанием.
Имеется прикорневая розетка. Листья от эллиптических до продолговато-ланцетных, с мелкозубчатым краем, часто сильно гофрированные, реже ровные, с некоторым опушением.
Ось соцветия на верхушке красная, ниже — зелёная, с многочисленными частыми красными точками. Бутоны с выраженными красными полосами, с густым железистым опушением, кончики чашелистиков 3—8 мм длиной, ближе к верхушке слабо расходящиеся. Гипантий 30—40 мм длиной. Лепестки жёлтые, широкообратносердцевидной формы, голые, редко волосистые по всей поверхности, 30—50×32—58 мм. Пыльники 10—13 мм длиной. Рыльце пестика сильно выступает перед тычинками.
Плод — коробочка 2—3,5 см длиной, незрелая — зелёная, или с красными полосами, густо покрытая железистым опушением и длинными жёсткими волосками на красном бульбовидном основании.
Oenothera hirsutissima (A.Gray ex S.Watson) de Vriese, 1901 отличается покрытыми белым прижатым опушением молодыми листьями, более узкими, бархатистыми на ощупь. Oenothera oehlkersii Kappus ex Rostański, 1985 отличается зелёными чашелистиками. Oenothera rubricalyx R.R.Gates, 1909 отличается целиком кроваво-красной чашечкой.

## Распространение
Самый распространённый вид ослинника в Великобритании (с 1950-х годов), впервые появился там около 1866 года. Является самым быстро распространяющимся видом рода в Европе.
Происхождение и естественный ареал вида не установлены. Распространён в Европе, Средиземноморье, на Дальнем Востоке, в Северной и Южной Америке (как заносное из культуры).
Описан из Тижуки (Рио-де-Жанейро), тип был собран в 1868 году Огюстом Глазью.

## Таксономия

### Синонимы
- Oenothera biennis f. erythrosepala (Borbás) Jáv., 1924
- Oenothera erythrosepala Borbás, 1903
- Oenothera grandiflora subsp. erythrosepala (Borbás) Á.Löve & D.Löve, 1961
- Oenothera lamarckiana de Vriese, 1901, nom. illeg.
- Oenothera vrieseana H.Lév., 1909